# Diadok-krigene
Diadok-krigene (græsk: Πόλεμος των Διαδόχων, tr. Polemos ton Diadochon; dansk: ~ efterfølgernes krige) var en række konflikter, som blev udkæmpet mellem Alexander den Stores generaler, diadokerne, efter hans død i 323 f.Kr. for herredømmet over hans enorme græko-orientale imperium. Konflikterne fandt sted mellem 322 og 275 f.Kr. Diadok-krigene er kaldt således, på grund af det græske diadochos, flertal diadochon, som betyder afløser eller efterfølger, og henviser til Alexander den Stores øverste officerer.

## Baggrundshistorie
Da Alexander den Store døde 10. juni 323 f.Kr. i Babylon, efterlod han et kæmpe imperium, som egentlig bestod af mange forskellige og uafhængige territorier og folkeslag. Alexanders imperium strakte sig fra hans hjemland, Makedonien og de græske bystater, som Alexanders far, Filip 2., havde underlagt sig, til Baktrien (Centralasien) og nåede helt til det vestlige Indien i de østligste hjørner af riget. Det omfattede Anatolien, Levanten, Egypten, Babylonien og Persien.
Uden en udvalgt efterfølger, splittede Alexanders mægtigste generaler hans imperium ad, mens de kæmpede for det. Gennem årene forøgede adskillige påstande og modpåstande om legitimitet rivaliseringen mellem efterfølgerne.  Alle diadokerne forfægtede deres græske afstamning og fremmede helleniseringen i deres riger, og alle erklærede hver især, også at være den eneste sande arvtager af Alexanders rige.
Meleager og infanteriet støttede Alexanders halvbror, Arrhidaeus, mens Perdikkas, den førende kavalerikommandør, ønskede at udpege Alexanders ufødte barn ved Roxana. Et kompromis blev indgået - Arrhidaeus (som Philip III) skulle blive konge, og skulle regere sammen med Alexanders og Roxanas barn, forudsat at det var en dreng - (hvilket det var, som hed Alexander 4.). Perdikkas selv skulle indtil Alexander 4. blev myndig og voksen, fungere som regent af hele imperiet, og Meleager, infanterikommandøren, som hans løjtnant. Men Perdikkas fik dog kort tid efter Meleager og hans tilhængere dræbt, og overtog herefter fuldstændigt kontrollen af imperiet.
De andre kavalerigeneraler, som havde støttet Perdikkas blev belønnet i delingen af Babylon ved at blive satrapperne (provinsguvernører, rigsbeskyttere) af de forskellige dele af riget. Det bør her nævnes, at "deling", som måske kan udledes af ordet ikke betyder, at byen Babylon politisk blev delt, men snarere er den konventionelle navngivning af en traktat efter det sted, hvor der blev opnået enighed. Den blev indgået i Babylon. Ptolemaois modtog Egypten; Laomedon fik Syrien og Fønikien; Filotas modtog Kilikien; Peithon tog Medien; Antigonos tog besiddelse af Frygien, Lykien og Pamfylien; Asandros modtog Karien; Menander fik Lydien; Lysimachus modtog Thrakien; Leonnatos overtog det Hellespontine Frygien; og Neoptolemos havde Armenien. Makedonien og resten af Grækenland skulle være under Antipaters fællesstyre, der havde kontrolleret territorierne for Alexander under de mange kampagner, og Krateros, en af Alexanders dygtigste løjtnanter og livvagter, mens Alexanders gamle sekretær, Eumenes af Kardia skulle modtage Kappadokien og Paflagonien.